# Astrodome
Astrodome, ursprungligen kallad Harris County Domed Stadium, senare kallad Reliant Astrodome, är en inomhusarena i Houston i Texas i USA, öppnad 1965. Major League Baseball-klubben Houston Astros spelade tidigare sina hemmamatcher i arenan och tog sitt namn från densamma. Klubben spelar numera i Minute Maid Park.
Konstgräset AstroTurf användes för första gången i Astrodome och har fått sitt namn efter arenan.

## Historia
Arenan öppnades 1965 och väckte stort uppseende, bland annat kallades den "världens åttonde underverk" (jämför världens sju underverk).
I november 2013 röstade invånarna i Harris County, countyt som äger arenan, nej till ett förslag att göra om arenan till en konferensanläggning, och arenans framtid var därefter oklar. Det spekulerades i att den skulle komma att rivas.
I januari 2014 sattes Astrodome upp på den statliga listan National Register of Historic Places.
Harris County röstade i september 2016 för att bekosta ett inledande skede av en ombyggnad av arenan för 105 miljoner dollar till en festival- och konferensanläggning. I planerna ingår att höja golvet för att därunder skapa cirka 1 400 parkeringsplatser.